# Museum of Primitive Art
Das Museum of Primitive Art (MPA) war ein Museum in New York City, das der Kunst der indigenen Kulturen Afrikas, Amerikas, Asiens, Europas und Ozeaniens gewidmet war. Es wurde 1954 von Nelson A. Rockefeller gegründet und 1957 der Öffentlichkeit zugänglich gemacht. 1975 wurde das Museum geschlossen und seine Sammlungen dem Metropolitan Museum of Art übergeben.

## Geschichte
Nelson A. Rockefeller, ein leidenschaftlicher Kunstsammler, gründete 1954 das Museum of Primitive Art, um seine persönliche Sammlung von Stammeskunst der Öffentlichkeit zugänglich zu machen. Das Museum wurde am 17. Dezember 1954 als Museum of Indigenous Art registriert, änderte seinen Namen jedoch am 21. Dezember 1956 in Museum of Primitive Art. Das Museum war in einem Stadthaus in der West 54th Street in Manhattan untergebracht, direkt neben dem ehemaligen Wohnhaus der Rockefellers. Das Gebäude wurde 1868 erbaut und diente ursprünglich als Wohnhaus, bevor es zum Museum umgebaut wurde. Es wurde am 21. Februar 1957 eröffnet.   
Der erste Direktor des Museums war der Kunsthistoriker Robert Goldwater, der von 1957 bis zu seinem Tod im Jahr 1973 diese Position innehatte. Nach seinem Tod übernahm der Kurator Douglas Newton im Januar 1974 die Leitung des Museums. Im Jahr 1969 bot Rockefeller die gesamte Sammlung des Museums dem Metropolitan Museum of Art an, was zur Schaffung einer eigenen Abteilung für diese Werke führte. Das Museum of Primitive Art schloss am 1. Januar 1975 seine Türen für die Öffentlichkeit, und die offizielle Auflösung erfolgte 1978. Die Sammlungen wurden in den folgenden Jahren in das Metropolitan Museum integriert.

### Auswahl
- Museum of Primitive Art: Selected Works from the Collection, New York, The Museum of Primitive Art, 1957.
- Museum of Primitive Art: Traditional Art of the African Nations in the Museum of Primitive Art, New York, Museum of Primitive Art, 1961.
- Museum of Primitive Art: The Great Bieri, New York, Museum of Primitive Art, 1962.
- Museum of Primitive Art: Sculpture from the South Seas in the Collection of the Museum of Primitive Art, New York, Museum of Primitive Art, 1962.
- Margaret Mead: Technique & Personality, New York, Museum of Primitive Art, 1963.
- Museum of Primitive Art: Sculpture from Africa in the Collection of the Museum of Primitive Art, New York, Museum of Primitive Art, 1963.
- Douglas Newton: Malu Openwork Boards of the Tshuosh Tribe, New York, Museum of Primitive Art, 1963.
- Museum of Primitive Art: Sculpture from Mexico Selected from the Collection of the Museum of Primitive Art, New York, Museum of Primitive Art, 1964.
- Museum of Primitive Art: Sculpture from Peru Selected from the Collection of the Museum of Primitive Art, New York, Museum of Primitive Art, 1964.
- Museum of Primitive Art: Masterpieces in the Museum of Primitive Art: Africa, Oceania, North America, Mexico, Central to South America, Peru, New York, Museum of Primitive Art, 1965.
- Douglas Newton: New Guinea Art in the Collection of the Museum of Primitive Art, New York, Museum of Primitive Art, 1967.
- Museum of Primitive Art: Art of Oceania, Africa, and the Americas, from the Museum of Primitive Art, New York, Metropolitan Museum of Art, 1970.
- Cherry Lowman: Displays of Power: Art and War among the Marings of New Guinea, New York, Museum of Primitive Art, 1973.
- Museum of Primitive Art: Rituals of Euphoria: Coca in South America; 6 March to 8 September 1974, New York, Museum of Primitive Art, 1974.
- Museum of Primitive Art: Primitive Art Masterworks, New York, American Federation of Arts, 1974.